# Christopher Tilley
Chris Y. Tilley (1955-2024) est un archéologue britannique connu pour ses contributions à la théorie archéologique post-processuelle. Il prend sa retraite en tant que professeur émérite d'anthropologie et d'archéologie à l'University College de Londres en 2022.

## Biographie
Tilley obtient son doctorat en anthropologie et archéologie à l'Université de Cambridge, où il est l'étudiant d'Ian Hodder. Au début des années 1980, Hodder et ses étudiants de Cambridge  développent le post-processualisme, une approche de l'archéologie soulignant l'importance de l'interprétation et de la subjectivité, fortement influencée par l'école néo-marxiste de Francfort. Tilley et son premier collaborateur Daniel Miller sont parmi les archéologues postprocessualistes de la première vague les plus relativistes et sont particulièrement critiques à l'égard de ce qu'ils considèrent comme les implications politiques négatives de l'archéologie processuelle positiviste. À la fin des années 1980 et 1990, Tilley s’éloigne de l’approche structuraliste poursuivie par Hodder et, avec Michael Shanks et Peter Ucko, défend une position de relativisme fort. Pour Shanks et Tilley, les interprétations académiques des archives archéologiques n'ont pas plus de légitimité que les autres, et ils considèrent les affirmations contraires comme des tentatives élitistes de contrôler le passé, affirmant qu'« il n'y a aucun moyen de choisir entre des passés alternatifs, sauf pour des raisons essentiellement politiques. ».
Dans un article de 1989 publié dans la revue universitaire Antiquity, Tilley critique ouvertement les objectifs des fouilles de sauvetage, affirmant qu'elles sont simplement conçues pour collecter « de plus en plus d'informations sur le passé », dont la plupart reste inédites et inutiles aux archéologues au public. Comme il l'explique, « le nombre d'informations que nous recueillons sur le passé peut augmenter progressivement, mais notre compréhension ne le fait pas.». Au lieu de cela, il soutient que la communauté archéologique des pays occidentaux devrait cesser son accumulation constante de nouvelles données issues de fouilles de sauvetage et se concentrer plutôt sur la production de cadres d'interprétation permettant de les interpréter, ainsi que sur la publication de l'arriéré de données produites par des décennies de fouilles.
On attribue à Tilley l'introduction de la phénoménologie dans l'archéologie avec son ouvrage de 1994 intitulé A Phenomenology of Landscape. La phénoménologie en archéologie implique l'étude « intuitive » des choses matérielles, en particulier des paysages, sur leur signification pour les gens du passé, et a une influence à la fois en Grande-Bretagne et aux États-Unis. À la fin des années 1990, Tilley travaille avec Barbara Bender (en) et Sue Hamilton pour étudier les paysages del'âge du bronze de Leskernick sur Bodmin Moor, avec un certain nombre d'étudiants de l'UCL.

## Publications
- Tilley, Christopher (1990). Reading Material Culture: Structuralism, Hermeneutics and Post-Structuralism. Oxford: Basil Blackwell.  (ISBN 978-0-631-17285-7)
- Tilley, Christopher (1991). Material Culture and Text: The Art of Ambiguity. London: Routledge.
- Christopher Tilley, A Phenomenology of Landscape: Places, Paths and Monuments, Oxford, Berg, 1997 (ISBN 978-1-85973-076-8)
- Bender, Barbara; Hamilton, Sue, and Tilley, Christopher. (1997). Leskernick: Stone worlds, alternative narratives, nested landscapes. Proceedings of the Prehistoric Society 63: 147–178.
- Bender, Barbara; Hamilton, Sue, and Tilley, Christopher. (1999). Bronze Age stone worlds of Bodmin Moor: excavating Leskernick. Archaeology International 3: 13–17.
- Victor Buchli (Ed.) et Christopher Tilley, The Material Culture Reader, Oxford, Berg, 2002 (ISBN 1-85973-559-2)
- Bender, Barbara; Hamilton, Sue, and Tilley, Christopher (2003). Art and re-presentation of the past. Journal of the Royal Anthropological Institute 6(1): 35–62.
- Christopher Tilley, The Materiality of Stone: Explorations in Landscape Phenomenology, Oxford, Berg, 2004 (ISBN 978-1-85973-892-4)
- Barbara Bender, Sue Hamilton et Christopher Tilley, Stone Worlds: Narrative and Reflexivity in Landscape Archaeology, Walnut Creek CA, Left Coast Press, 2007 (ISBN 978-1-59874-218-3)
- Christopher Tilley, Webb Keane, Susanne Küchler, Mike Rowlands et Patricia Spyer, Handbook of material culture, London, SAGE, 2013 (ISBN 978-1446270561)
- Christopher Tilley et Kate Cameron-Daum, [An Anthropology of Landscape], London, UCL Press, 2017 (ISBN 978-1-911307-43-3) Available as an open access download from UCL Press.
- Christopher Tilley, [London's Urban Landscape: Another Way of Telling], London, UCL Press, 2019 (ISBN 978-1787355590) Available as an open access download from UCL Press.